# Большой Хвощ
 Большой Хвощ  — опустевший хутор в Максатихинском районе Тверской области. Входит в состав Рыбинского сельского поселения.

## География
Находится в северо-восточной части Тверской области на расстоянии приблизительно 34 км по прямой на север от районного центра поселка Максатиха.

## История
Хутор был показан только уже на карте 1982 года. До 2014 года входил в Будёновское сельское поселение.

## Население
Численность населения не была учтена как в 2002 году, так и в 2010.